# Felix Drahotta
Felix Drahotta (ur. 1 stycznia 1989 w Rostocku)  – niemiecki wioślarz, reprezentant Niemiec w wioślarskiej dwójce bez sternika podczas letnich igrzysk olimpijskich w Pekinie.

## Osiągnięcia
- Igrzyska olimpijskie – Pekin 2008 – dwójka bez sternika – 4. miejsce[1].
- Mistrzostwa świata – Poznań 2009 – dwójka bez sternika – 7. miejsce.
- Mistrzostwa świata – Chungju 2013 – ósemka – 2. miejsce.
- Mistrzostwa Europy – Belgrad 2014 – ósemka – 1. miejsce
- Mistrzostwa świata – Amsterdam 2014 – ósemka – 2. miejsce